# Фаворов Артем Володимирович
Арте́м Володи́мирович Фаво́ров (нар. 19 березня 1994, Київ) — український футболіст, півзахисник угорського клубу «Академія Пушкаша». Грав за молодіжну збірну України.

## Клубна кар'єра

### «Динамо»
Вихованець київського «Динамо». Перший тренер — Валерій Кінашенко. Улітку 2011 року підписав контракт із «Динамо» (Київ), але відразу був відданий в оренду в «Чорноморець-2», де й грав до кінця року. Зіграв 12 матчів і забив 2 м'ячі. Після повернення до Києва був заявлений за «Динамо-2». У матчі 27 туру забив гол у ворота «Металурга» на 94 хвилині.

### «Оболонь-Бровар»

#### Сезон 2013—2014
У липні 2013 року разом з іншим «динамівцем» Давітом Іашвілі став гравцем новоствореного клубу «Оболонь-Бровар» Дебютував у матчі з «Гірником». У наступному матчі отримав жовту картку. У матчі кваліфікації Кубка України, забив гол, який дозволив перевести гру в серію пенальті. Але «Оболонь-Бровар» програла цей матч горностаївському «Миру». У матчі 7 туру проти «Кременя» забив гол на 87 хвилині й на 94 отримав червону картку. В 11 і 12 турах забив по голу, що повторив у 17 і 18 турах. Через матч відзначився дублем. Завершив сезон матчем проти «Реал-Фарми».

#### Сезон 2014—2015
Представляв «Оболонь-Бровар» в 1/16 фіналу Кубка України в матчі проти донецького «Шахтаря». На 90 хвилині отримав пряму червону картку. Потрапив у символічну збірну 22 туру. За підсуиками сезону «Оболонь-Бровар» отримала право виступати в Першій лізі.

#### Сезон 2015—2016
У першому матчі сезону забив гол. Спочатку отримував багато жовтих карток. У 7 турі чемпіонату віддав гольову передачу. Одразу у 8 турі відзначився дублем у ворота «Тернополя». З 11 туру став забивати в кожному матчі, почавши голом у ворота «Нафтовика». Наступний матч став найкращим у сезоні. Він відзначився дублем і віддав гольову передачу в матчі з «Динамо-2». Далі забив гол «Полтаві». Його серія закінчилася в матчі з «Геліосом». Але через матч знову забив, відзначившись дублем у ворота тернопільської «Ниви». Через два матчі відзначився голом у ворота «Авангарда». У наступному матчі оформив дубль проти команди «Гірник-спорт». Відзначився дублем у ворота «Тернополя» у 26 турі чемпіонату. В останніх двох матчах відзначився голами.
За підсумками сезону «Оболонь-Бровар» здобула бронзові медалі, а Фаворов із 16 голами став найкращим бомбардиром Першої ліги. Професіональна футбольна ліга України визнала його найкращим гравцем сезону.

### «Зірка»
На початку серпня 2016 року було повідомлено, що Фаворов став гравцем клубу «Рух», але, зрештою, наприкінці серпня він опинився у кропивницькій «Зірці», у складі якої виступав у Прем'єр-лізі.
У січні 2017 року клуб другого за значимістю дивізіону Данії «Вайле» домовився із «Зіркою» про оренду Артема до кінця сезону з правом викупу. Тим не менше, влітку данський клуб не став викупати контракт гравця, який повернувся в кропивницьку команду.

### «Десна»

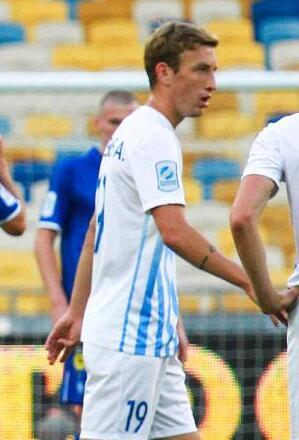
Артем Фаворов у складі «Десни»

28 січня 2018 року підписав 3-річний контракт із чернігівською «Десною», де на той час уже грав його брат Денис. У другому півріччі сезону 2017/18 став  найефективнішим гравцем Першої ліги — протягом 8 матчів поспіль не йшов із поля без забитого м'яча або гольової передачі, а загалом здійснив 13 результативних дій (7 голів і 6 асистів) у 12 матчах. Своєю результативною грою допоміг «Десні» посісти 3-тє місце й за результатами плей-оф вийти до Прем'єр-ліги.
У сезоні 2018/19 виступав за «Десну» в УПЛ, забив 5 голів. У чемпіонаті 2019/20, у якому «Десна» змагалася з «Динамо» та «Зорею» за срібні медалі чемпіонату України, посівши у підсумку 4-те місце, Фаворов відіграв у основному складі першу половину сезону.

### «Академія Пушкаша»
У січні 2020 року перейшов до угорської «Академії Пушкаша». Сума трансферу склала 470 тис. євро. Тричі ставав бронзовим призером чемпіонату Угорщини.

## Збірна
Протягом 2010–2011 років виступав за юнацькі збірні України до 16 і 17 років.

## Стиль гри
Атакувальний півзахисник, у командних побудовах виконує роль «реджисти», «вільного художника», аж до відтягнутого нападника. За манерою гри нагадує Генріха Мхітаряна, Алекса Тейшейру та Віктора Коваленка. Серед його основних функцій — виконання стандартів та ведення розпасування. Володіє відмінною технікою, ударом і баченням поля. Добре проявляє себе у швидкій комбінаційній грі, у стилі Мхітаряна вриваючись у вільні зони й надалі завдаючи удару. Під час виступів за «Оболонь-Бровар» його називали найперспективнішим гравцем Першої ліги.

## Досягнення

### Командні
«Оболонь-Бровар»
- Бронзовий призер Першої ліги: 2015/16
- Срібний призер Другої ліги: 2014/15

«Десна»
- Бронзовий призер Першої ліги: 2017/18

«Академія Пушкаша»
- Бронзовий призер чемпіонату Угорщини (3): 2019/20, 2021/22, 2023/24

### Особисті
- Найкращий гравець Першої ліги: 2015/16
- Найкращий бомбардир Першої ліги: 2015/16